# Chromolaena uromeres
Chromolaena uromeres là một loài thực vật có hoa trong họ Cúc. Loài này được (B.L. Rob.) R.M. King & H. Rob. mô tả khoa học đầu tiên năm 1970.